# Лошицкий яр

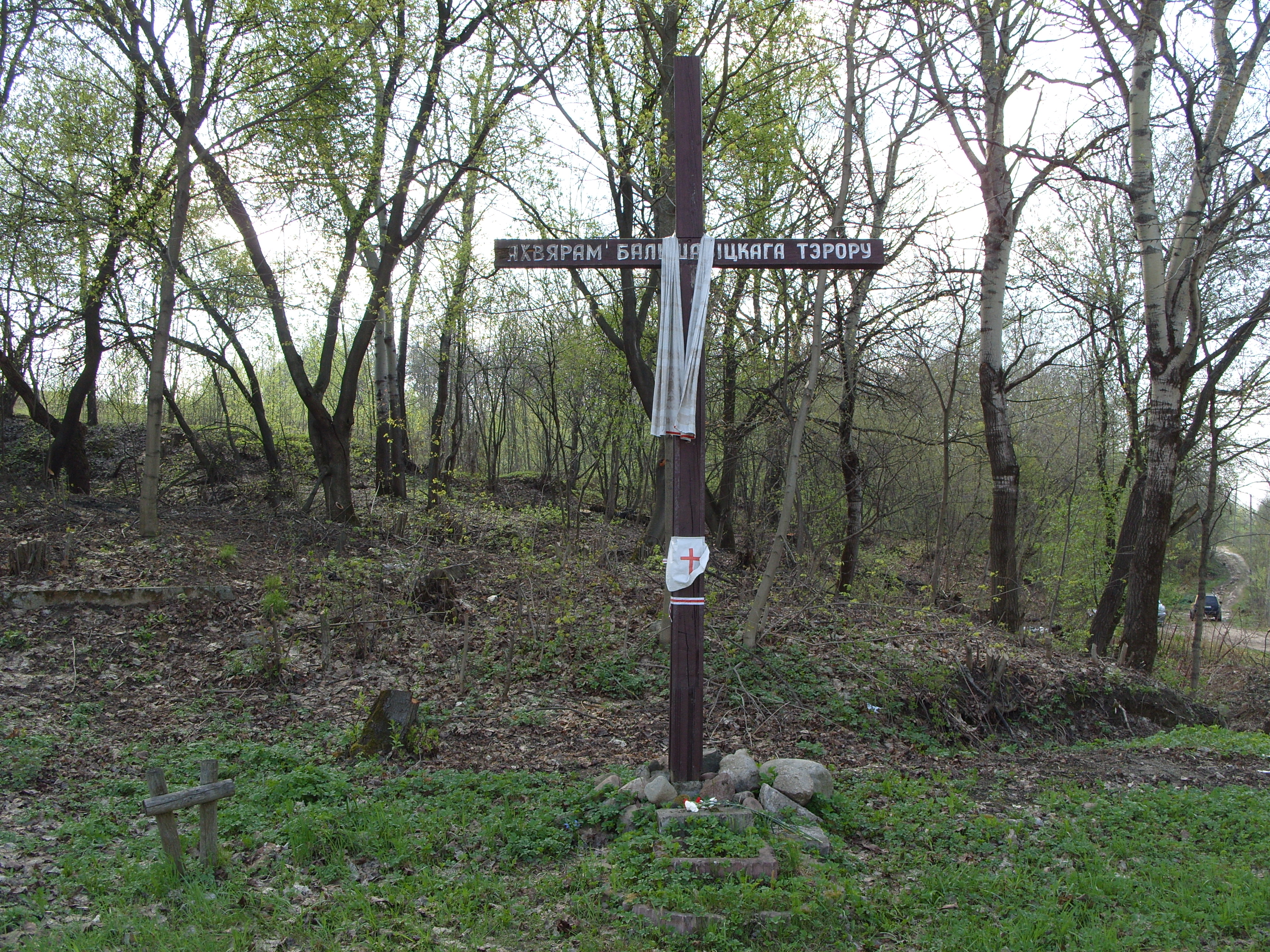
Крест жертвам сталинских репрессий в Лошицком яру

Лошицкий яр (бел. Лошыцкі яр, другое название — Чёрный яр) — урочище в южной части Минска, рядом с микрорайоном Лошица.
Лошицкий яр получил известность как место массовых расстрелов гражданского населения органами НКВД в 1937—1941 годах. Количество жертв точно неизвестно. По оценкам белорусского историка Зенона Позняка, в Лошицком яру находятся останки от 7 до 10 тысяч репрессированных.

## История
С целью сокрытия следов сталинских репрессий Лошицкий яр в 1988 году был частично засыпан, а на его месте возведён гаражный кооператив. В 1995 году усилиями общественности в Лошицком яру установлен Крест мученикам с текстом на перекладине: «Ахвярам бальшавіцкага тэрору» («Жертвам большевистского террора»).
Ежегодно в день памяти предков «Деды» в Минске проходят шествия к местам захоронения жертв сталинских репрессий, в том числе к памятному кресту в Лошицком яру.
В 2009 году в связи со строительством микрорайона Лошица городские власти Минска планировали полностью засыпать Лошицкий яр и провести через него автодорогу, однако эти планы вызвали сопротивление со стороны общественности и не были реализованы.